# Moussa Keita (malijski piłkarz)
Moussa Keita – malijski piłkarz grający na pozycji obrońcy. W swojej karierze rozegrał 6 meczów w reprezentacji Mali.

## Kariera klubowa
W swojej karierze piłkarskiej Keita grał w marokańskim klubie Crédit Agricole Salé.

## Kariera reprezentacyjna
W reprezentacji Mali Keita zadebiutował 23 lutego 1994 roku w zremisowanym 0:0 towarzyskim meczu z Ghaną, rozegranym w Bamako. W 1994 roku został powołany do kadry na Puchar Narodów Afryki 1994. Na tym turnieju zagrał w pięciu meczach: grupowych z Tunezją (2:0) i z Zairem (0:1), w ćwierćfinale z Egiptem (1:0), w półfinale z Zambią (0:4) i o 3. miejsce z Wybrzeżem Kości Słoniowej (1:3). Od 1989 do 1994 rozegrał w kadrze narodowej 6 meczów.